# Bruchia ravenelii
Bruchia ravenelii är en bladmossart som beskrevs av William M. Wilson och Sullivant in A. Gray 1856. Bruchia ravenelii ingår i släktet Bruchia och familjen Bruchiaceae. Inga underarter finns listade i Catalogue of Life.